# グアダラハラ (メキシコ)
グアダラハラ (Guadalajara) はメキシコ・ハリスコ州の州都。北米有数の世界都市。メキシコ人からはその美しさから「西部の真珠」と呼ばれる。都市圏人口は約553万人（2021年）で、モンテレイと並ぶメキシコ第二の都市となっている。

## 概要
グアダラハラの人口は164万人、面積は150 km2で、同国ではメキシコシティ、エカテペックにつぐ3位である。2020年の都市圏人口は520万人を超えており、メキシコシティに次ぐ第2位である。
大都市ながらスペインの植民地だった面影を残す古都である。メキシコの代表的な音楽であるマリアッチはグアダラハラが発祥と言われている。なお都市名は旧宗主国スペインの都市 グアダラハラに由来する。

## 歴史

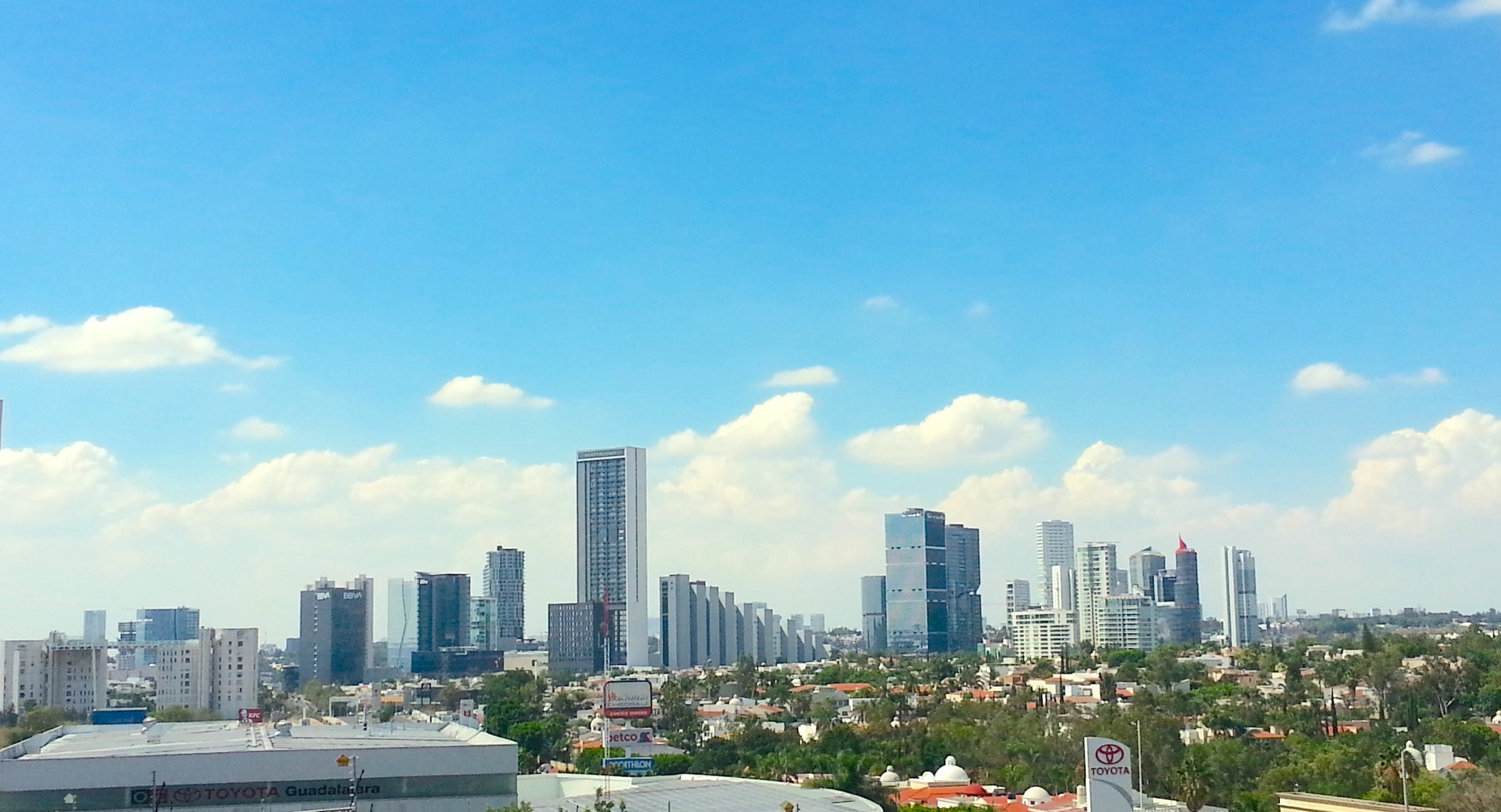
超高層ビルが林立するプエルタ･デ･イエロ

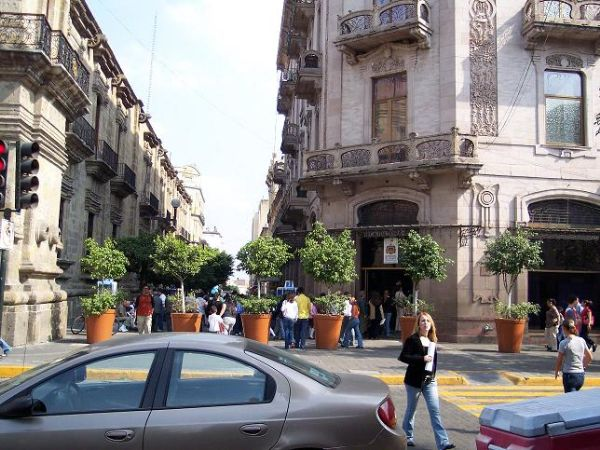
グアダラハラ市内

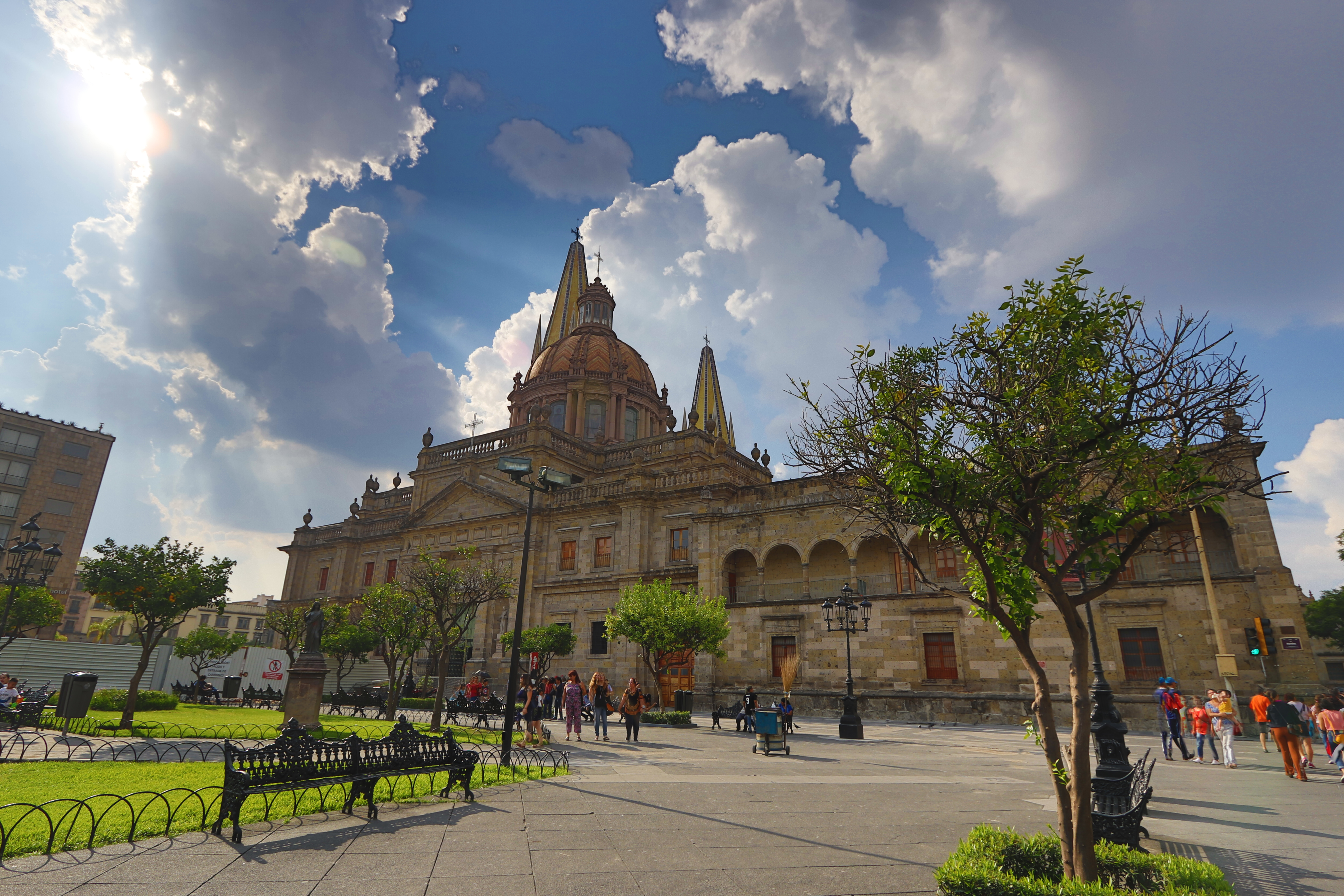
大聖堂

現在の場所に移動する前に3つの場所に居住地が設立された。1532年の最初の居住地は、今やサカテカス州ノチストランとして知られているメサ・デル・セロにあった。この場所は、総督ヌーニョ・デ・グスマンに委任されたクリストバル・デ・オニャーテ (Cristóbal de Oñate) により定住が開始された。しかし、この居住地は水の不足のために長くは続かなかった。1533年に、居住地はトナラ (Tonalá, Jalisco) の近くに移された。4年後、グスマン総督は居住地をトラコタン(Tlacotán)に移転するよう命じた。この居住地は要塞化され、敵対的な原住民から村人を守る機能を備えていた。スペイン国王カール5世は、今日も残っている都市の紋章を与えた。
この居住地は、1540年のミシュトン戦争中に、テナマストレ (Francisco Tenamaztle) の指揮の下、カシュカン人とサカテコ人から激しい攻撃を受けた。戦争はグスマン総督によるインディアンに対する残忍な扱い、特に捕虜となった原住民の奴隷化が原因だった。副王アントニオ・デ・メンドーサは、スペイン軍がいくつかの戦闘で敗北した後、譲歩することになった。彼はインディアンの奴隷を解放し捕虜に恩赦を与えた。これで戦争は終結した。
居住地の防御壁は、ほとんど残っておらず、村人たちは、サン・ミゲル（天使ミカエル）のおかげでかろうじて生き残ったと考えた。サン・ミゲルは今も街の守護聖人になっている。その後、居住地はより安全なアテマハク渓谷へ移転することが決定された。グアダラハラは、今日までこの場所にある。1542年の記録によれば、グアダラハラの人口は126人だった。同年にスペイン国王から都市(Ciudad)の地位が与えられ、2月14日が公式な設立日となった。居住地の名称は、グスマン総督の故郷であるスペインのグアダラハラから取られた。
1559年、ヌエバ・ガリシアのアウディエンシアおよび司教座は、コンポステーラからグアダラハラに移された。大聖堂の建設が、1563年に始まった。1575年には、アウグスティノ修道士やドミニコ会修道士などの宗教的騎士団が到着し、このことにより、グアダラハラが福音伝導の拠点となった。
メスキタン、アナルコ、メシカルツィンゴの村が1669年にアテマハクに併合されたため、歴史的な市街地には、4つの人口的な中心地がある。
1791年、ヌエバ・ガリシアの首都となったグアダラハラに、グアダラハラ大学が設立された。落成式が、1792年に旧コレヒオ・デ・サント・トマスの敷地内で行われた。この施設は18世紀に設立されたが、20世紀まで（1925年に開始されるまで）、完全な開発はされていなかった。1794年に、レアル・デ・サン・ミゲル・デ・ベレン病院または単にベレン病院が開院した。グアダラハラの18世紀の経済は、農業と繊維、靴、食品などの非耐久財の生産を基礎としていた。
グアダラハラは、メキシコ独立革命までいくつか変更されながらも、ヌエバ・ガリシアの首都であった。ミゲル・イダルゴが、メキシコ独立戦争において、メキシコシティを攻撃しないと決定した後、彼は、初期の成功にもかかわらず、1810年後半にグアダラハラへ退却した。当初、彼と彼の軍隊は歓迎されたが、労働者にとって生活条件が難しくなり、イダルゴは減税をし、奴隷制を廃止することを約束した。しかし、反政府武装勢力による市民、特に王党派への暴力は、歓迎されなかった。イダルゴは奴隷制度終結宣言に署名し、この宣言は、革命後から国の栄誉となった。この間、彼は反政府勢力に捧げられた「El Despertador Americano」という新聞を創設した。
2010年代後半以降、治安が悪化。
住民らが行方不明になった後、遺体で発見されるケースが相次いだ。2023年には、行方不明になったコールセンターの職員を捜索する過程で、人間の遺体が押し込まれたカバンなど45個が発見される事件も起きた。

### 略史
- 1530年代にスペイン人が入植し拓かれた。人口が急増したこともあり1541年には早くも市制施行された。先住民族（インディオ）との諍いの中で町は発展を遂げる。
- 16世紀後半、先住民にキリスト教を広めるため多くのカトリック教会が建設された。
- 1810年、メキシコ独立指導者ミゲル・イダルゴはメキシコ独立戦争の最中ここグアダラハラに進軍し新政府を設置すると共に、ハリスコ州政府庁舎で奴隷解放宣言をした。
- 1991年、第一回のイベロアメリカ首脳会議が開催され、体制選択の自由などが示されたグアダラハラ宣言が採択された。
- 1992年4月22日の下水道でのガス爆発で、206名が死亡するなど、市内が大きな被害に遭う。（グアダラハラ爆発事故）
- 2011年、パンアメリカン競技大会・第16回グアダラハラ大会を開催。

## 気候
メキシコの中では寒暖の差があまりなく、以前は「一年中春」と言われたほど穏やかな気候だったが、近年の都市化により特に暑さが厳しさを増している。下のグラフのように、特に暑いのは乾季の終わり前の三月から六月ころまでで、雲ひとつない空から太陽が照りつける。あまり風が吹かないのも特徴である。ただし湿度が低いので、不快指数は高くない。雨季は熱帯のスコールと同じであり、一日中雨が降り続くことはまれであり、ごく短時間雷雨が降り、すぐ止む。冬は、朝夜は気温がかなり下がり寒いが、日中はセーターなどはいらないくらいに気温があがる。
2019年6月30日には、一帯に大量の雹が降り、2mほどの高さに積もったことがある。丘陵地帯では少なくとも50台の自動車が氷の濁流に押し流され、中には氷の下に埋没した車もあった。
| グアダラハラ (1951-2010)の気候              | グアダラハラ (1951-2010)の気候 | グアダラハラ (1951-2010)の気候 | グアダラハラ (1951-2010)の気候 | グアダラハラ (1951-2010)の気候 | グアダラハラ (1951-2010)の気候 | グアダラハラ (1951-2010)の気候 | グアダラハラ (1951-2010)の気候 | グアダラハラ (1951-2010)の気候 | グアダラハラ (1951-2010)の気候 | グアダラハラ (1951-2010)の気候 | グアダラハラ (1951-2010)の気候 | グアダラハラ (1951-2010)の気候 | グアダラハラ (1951-2010)の気候 |
| 月                                          | 1月                            | 2月                            | 3月                            | 4月                            | 5月                            | 6月                            | 7月                            | 8月                            | 9月                            | 10月                           | 11月                           | 12月                           | 年                             |
| ------------------------------------------- | ------------------------------ | ------------------------------ | ------------------------------ | ------------------------------ | ------------------------------ | ------------------------------ | ------------------------------ | ------------------------------ | ------------------------------ | ------------------------------ | ------------------------------ | ------------------------------ | ------------------------------ |
| 最高気温記録 °C （°F）                      | 35.0 (95)                      | 38.0 (100.4)                   | 39.0 (102.2)                   | 41.0 (105.8)                   | 39.0 (102.2)                   | 38.5 (101.3)                   | 36.0 (96.8)                    | 36.5 (97.7)                    | 32.5 (90.5)                    | 34.5 (94.1)                    | 32.0 (89.6)                    | 31.0 (87.8)                    | 41 (105.8)                     |
| 平均最高気温 °C （°F）                      | 24.7 (76.5)                    | 26.5 (79.7)                    | 29.0 (84.2)                    | 31.2 (88.2)                    | 32.5 (90.5)                    | 30.5 (86.9)                    | 27.5 (81.5)                    | 27.3 (81.1)                    | 27.1 (80.8)                    | 27.1 (80.8)                    | 26.4 (79.5)                    | 24.7 (76.5)                    | 27.88 (82.18)                  |
| 日平均気温 °C （°F）                        | 17.1 (62.8)                    | 18.4 (65.1)                    | 20.7 (69.3)                    | 22.8 (73)                      | 24.5 (76.1)                    | 23.9 (75)                      | 22.0 (71.6)                    | 21.9 (71.4)                    | 21.8 (71.2)                    | 21.0 (69.8)                    | 19.2 (66.6)                    | 17.5 (63.5)                    | 20.9 (69.62)                   |
| 平均最低気温 °C （°F）                      | 9.5 (49.1)                     | 10.3 (50.5)                    | 12.3 (54.1)                    | 14.3 (57.7)                    | 16.4 (61.5)                    | 17.3 (63.1)                    | 16.5 (61.7)                    | 16.4 (61.5)                    | 16.5 (61.7)                    | 14.9 (58.8)                    | 12.1 (53.8)                    | 10.3 (50.5)                    | 13.9 (57)                      |
| 最低気温記録 °C （°F）                      | −1.5 (29.3)                    | 0.0 (32)                       | 1.0 (33.8)                     | 0.0 (32)                       | 1.0 (33.8)                     | 11.5 (52.7)                    | 9.0 (48.2)                     | 11.0 (51.8)                    | 10.0 (50)                      | 8.0 (46.4)                     | 4.5 (40.1)                     | −0.5 (31.1)                    | −1.5 (29.3)                    |
| 雨量 mm （inch）                            | 15.6 (0.614)                   | 6.6 (0.26)                     | 4.7 (0.185)                    | 6.2 (0.244)                    | 24.9 (0.98)                    | 191.2 (7.528)                  | 272.5 (10.728)                 | 226.1 (8.902)                  | 169.5 (6.673)                  | 61.4 (2.417)                   | 13.7 (0.539)                   | 10.0 (0.394)                   | 1,002.4 (39.464)               |
| 平均降雨日数 （≥0.1 mm）                    | 2.1                            | 1.2                            | 0.7                            | 1.1                            | 3.5                            | 15.2                           | 21.6                           | 20.0                           | 15.5                           | 6.4                            | 1.8                            | 1.8                            | 90.9                           |
| 平均月間日照時間                            | 204.6                          | 226.0                          | 263.5                          | 261.0                          | 279.0                          | 213.0                          | 195.3                          | 210.8                          | 186.0                          | 220.1                          | 225.0                          | 189.1                          | 2,673.4                        |
| 出典1：Servicio Meteorologico Nacional      |                                |                                |                                |                                |                                |                                |                                |                                |                                |                                |                                |                                |                                |
| 出典2：Weltwetter Spiegel Online (sun only) |                                |                                |                                |                                |                                |                                |                                |                                |                                |                                |                                |                                |                                |

## 交通

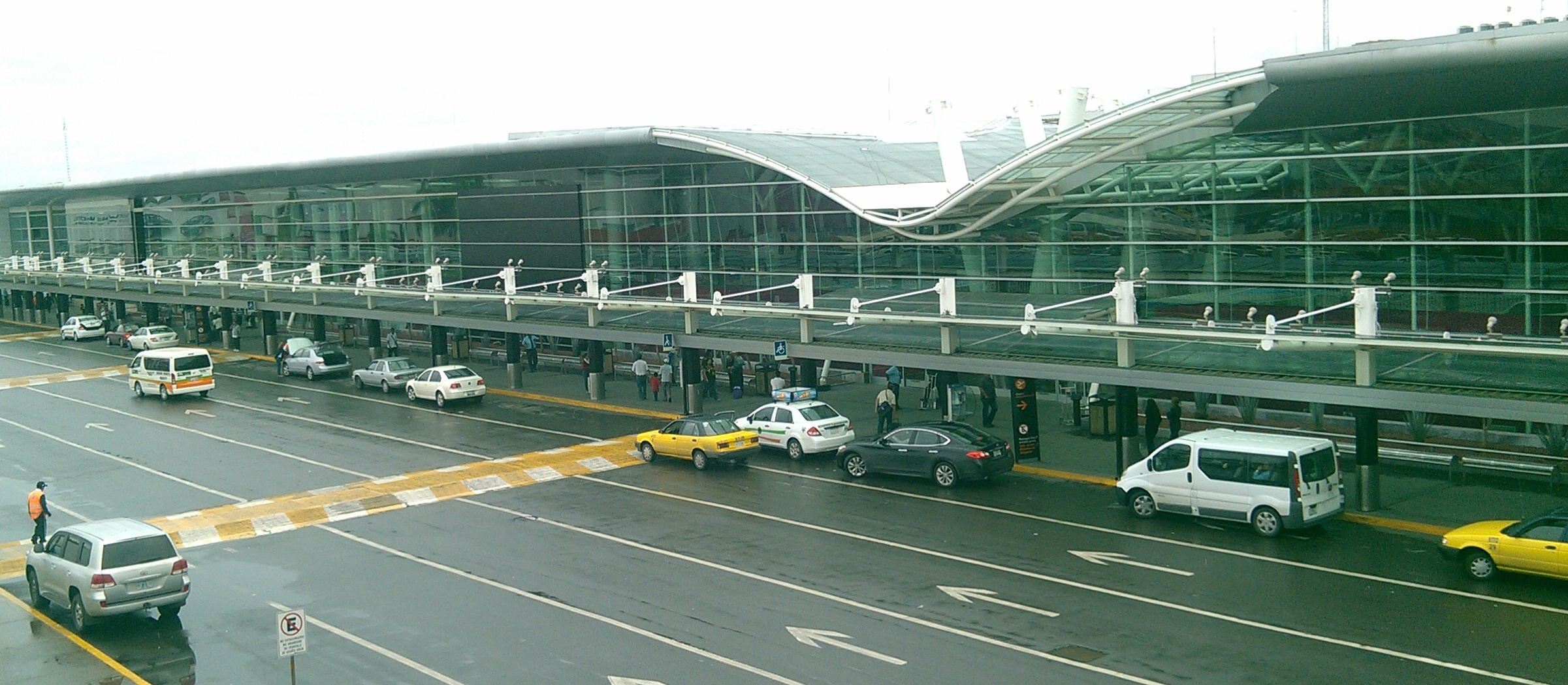
ミゲル・イダルゴ空港

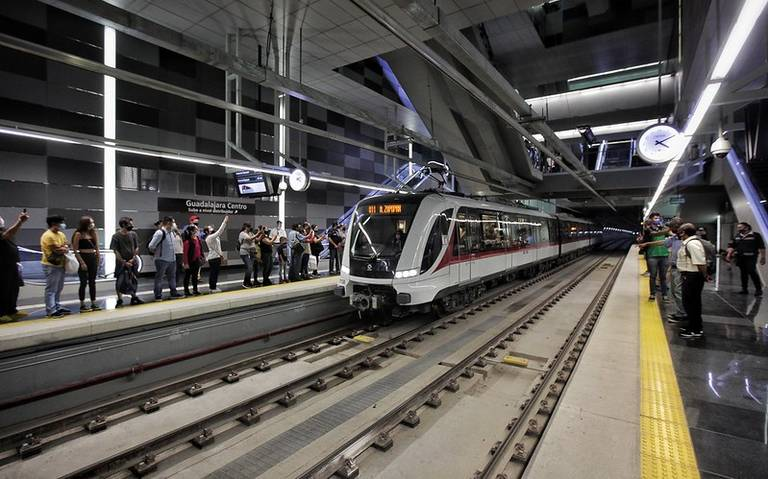
地下鉄3号線

### 空港
- ドン・ミゲル・イダルゴ・イ・コスティージャ国際空港（Miguel Hidalgo y Costilla International Airport）

メキシコで3番目（メキシコシティー、カンクンの次）に利用者の多い空港。IATA空港コードはGDL。

### 鉄道
- グアダラハラ地下鉄
- メキシコシティ～グアダラハラ間で高速鉄道の建設が計画中
- テキーラ・エクスプレス[8]

### 市バス
市と郊外をカバーする形で、かなりの数のバスが運行している。数字とアルファベットでルートが識別できる。今ではインターネットでどのバスがどこのルートを走るかが公開されており、路線によっては数分おきに、パラーダと呼ばれる停留所を通過する。乗車時に一定料金を支払い、降りる時はブザーで知らせて停車してもらい降車する。車椅子で乗車できるようなバスもあるが、エアコンはなくパイプいすのような座席である。ただ、路線は少ないが高級バスも存在し、料金は倍近いがテレビ・エアコンなどがついているバスもある。時刻表は存在しない。

### 高速バス
メキシコでは高速道路を使ったバス網が市民の移動及び旅行手段である。グアダラハラからもメキシコシティを始め全土に、多様なバス会社がサービスを提供しており、近郊の村々には市内にあるオールドバスターミナルから、他の市へは外れにあるニューバスターミナルが基点となる。高級バスになると、ゆったりした座席に液晶テレビがつき、軽食まで提供されるという飛行機以上の待遇をするものもある。

## 観光

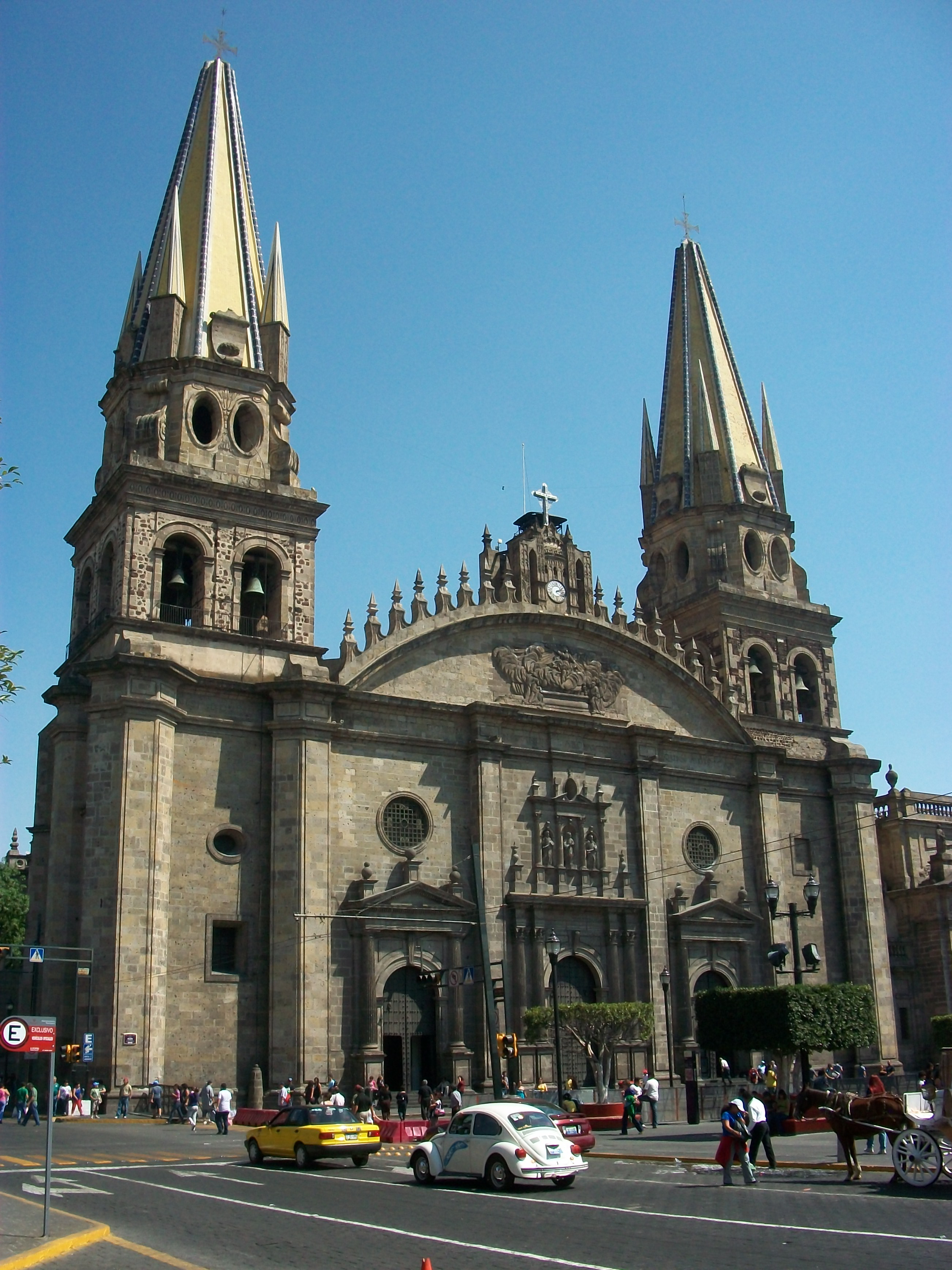
大聖堂

- オスピシオ・カバーニャス (Hospicio Cabañas) ：19世紀に建てられた孤児院で、現在は文化会館として使用されている史跡。メキシコ芸術の巨匠ホセ・クレメンテ・オロスコ (José Clemente Orozco) の描いた壁画が圧巻。ユネスコ世界遺産に登録されている。
- グアダラハラ大聖堂
- ハリスコ州政府庁舎
- 自由市場
- トラケパケ：郊外の工芸品の町
- テキーラ (ハリスコ州) : 近隣の村の一つ。テキーラ酒の発祥及び生産地。

## 教育
- グアダラハラ大学 (Universidad de Guadalajara)
- グアダラハラ自治大学 (Universidad Autonoma de Guadalajara)

## スポーツ

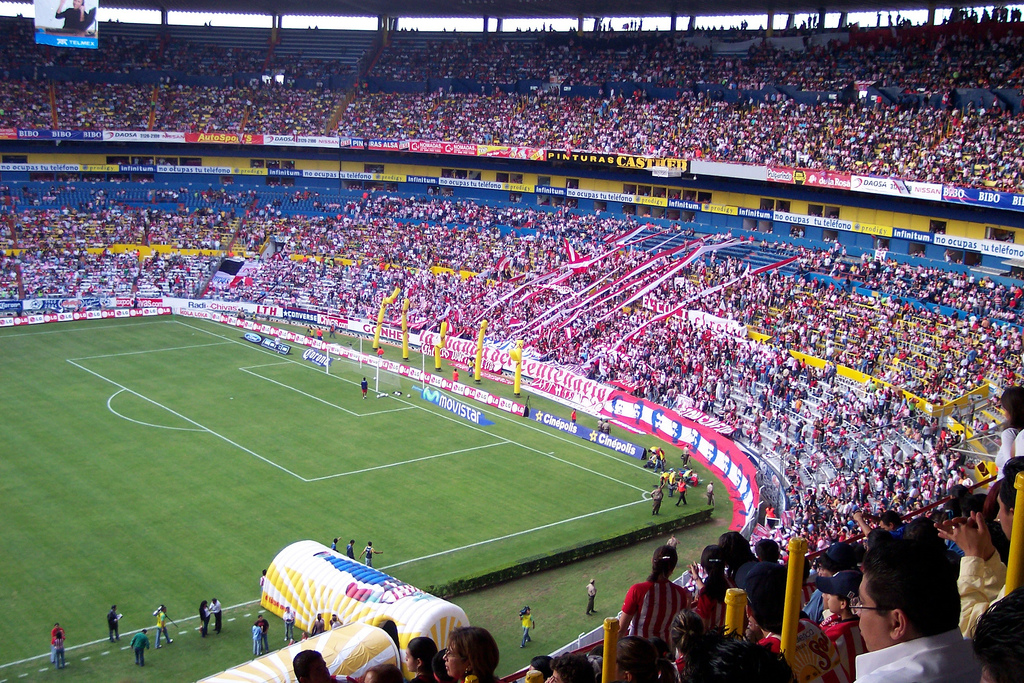
エスタディオ・ハリスコ

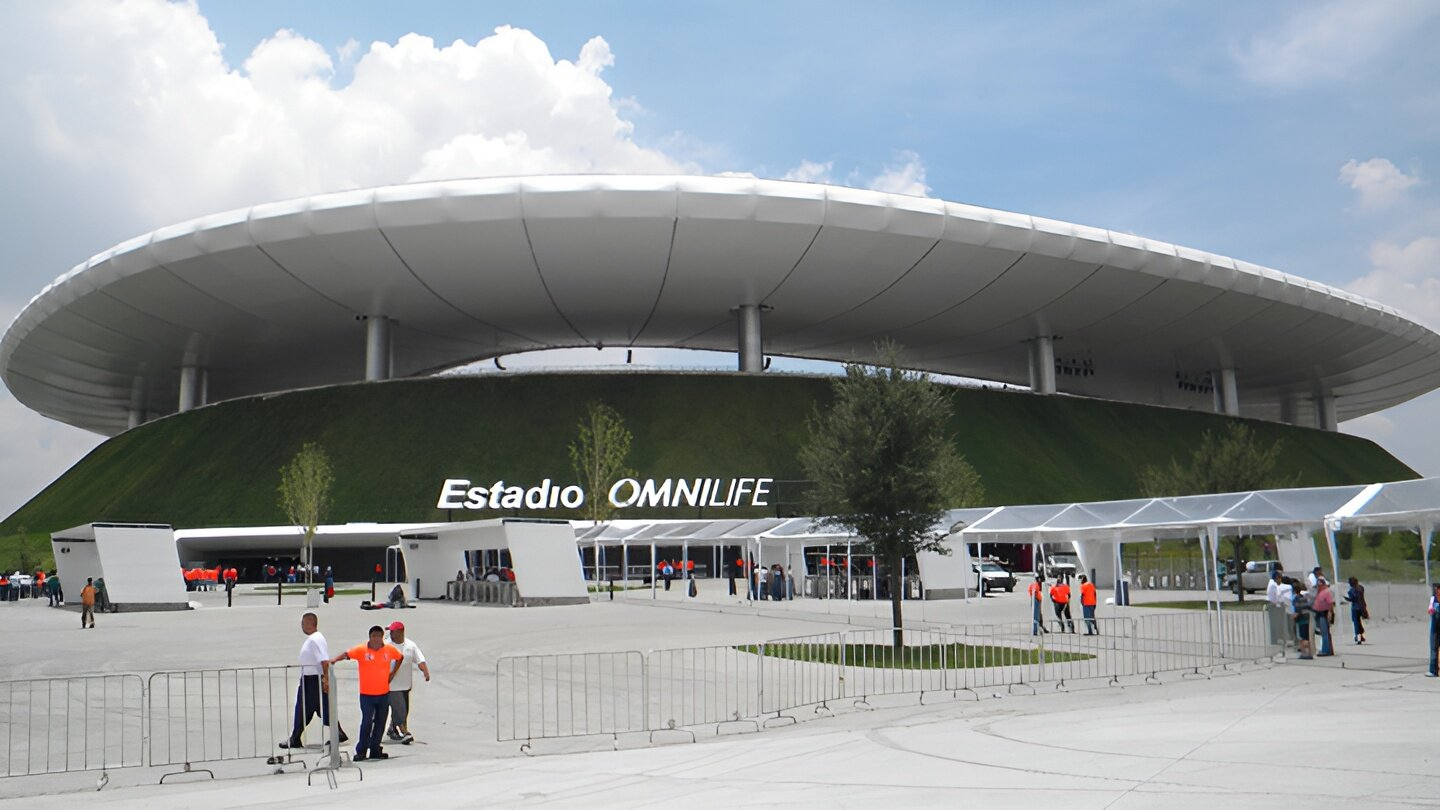
エスタディオ・オムニライフ

- CDグアダラハラ - プリメーラ・ディビシオン（メキシコ1部サッカーリーグ）所属のサッカークラブ。ホームスタジアムはエスタディオ・オムニライフ
- CFアトラス - プリメーラ・ディビシオン（メキシコ1部サッカーリーグ）所属のサッカークラブ。ホームスタジアムはエスタディオ・ハリスコ

## 姉妹都市
グアダラハラは34の姉妹都市と提携している。
- グアダラハラ（スペイン王国 カスティーリャ・ラ・マンチャ州）
- ツーソン（アメリカ合衆国 アリゾナ州）
- サンアントニオ（アメリカ合衆国 テキサス州）
- ポートランド（アメリカ合衆国 オレゴン州）
- アルバカーキ（アメリカ合衆国 ニューメキシコ州）
- カンザスシティ（アメリカ合衆国 ミズーリ州）
- ハガニア（アメリカ合衆国 グアム準州）
- クリチバ（ブラジル連邦 パラナ州）
- 京都市（日本国 京都府）
- 大田（大韓民国 広域市）